# IC 4981
IC 4981 est une galaxie irrégulière vue par la tranche et située dans la constellation du Paon. Sa vitesse par rapport au fond diffus cosmologique est de 3 766 ± 20 km/s, ce qui correspond à une distance de Hubble de 55,6 ± 3,9 Mpc (∼181 millions d'al). Cette galaxie a été découverte par l'astronome américain DeLisle Stewart en 1900.
La classe de luminosité d'IC 4981 est V-VI.
En raison d'une brillance de surface égale à 11,79 mag/am2, on peut qualifier IC 4981 de galaxie présentant une brillance de surface élevée.

## Groupe de NGC 6876
Selon A. M. Garcia, IC 4981 fait partie du groupe de NGC 6876. Ce groupe de galaxies renferme au moins dix membres. Les autres galaxies du groupe sont NGC 6876, NGC 6877, NGC 6880, IC 4899, IC 4967, IC 4992, PGC 64439, PGC 64472 et PGC 64474.